# Donna Reed
Donna Reed, pseudonimo di Donnabelle Mullenger (Denison, 27 gennaio 1921 – Beverly Hills, 14 gennaio 1986), è stata un'attrice statunitense.

## Biografia

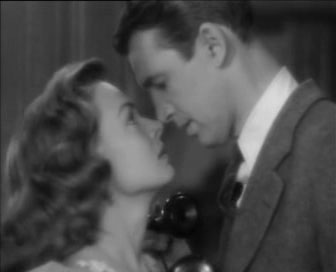
L'attrice con James Stewart in La vita è meravigliosa di Frank Capra (1946)

Nata in una fattoria, avrebbe intrapreso la professione di segretaria se non fosse stata ammessa a un provino per la Metro-Goldwyn-Mayer insieme con un altro sconosciuto e futura star cinematografica, Van Heflin, all'inizio degli anni quaranta. Reed fu subito scritturata e debuttò appena ventenne nel 1941 con il film The Get-Away, nel quale interpretò la sorella di un criminale corteggiata da un poliziotto. Il successo giunse con il breve ruolo di Bess in La commedia umana (1943) di Clarence Brown, cui seguirono numerosi ruoli di brava ragazza e di dolce innamorata, capace di conquistare l'uomo amato. Alla metà del decennio le furono offerti due eccellenti personaggi, quello dell'infermiera a bordo di un cacciatorpediniere in I sacrificati (1945) di John Ford, al fianco di John Wayne e Robert Montgomery, e soprattutto quello di Mary Hatch, la ragazza di provincia che sposa George Bailey (James Stewart) in La vita è meravigliosa (1946) di Frank Capra.
Bruna e di delicata bellezza, raggiunse l'apice della carriera nel 1953 con l'interpretazione della prostituta di buon cuore nel film Da qui all'eternità di Fred Zinnemann, che le valse l'Oscar alla miglior attrice non protagonista, quindi con il ruolo della leale e affidabile cognata in L'ultima volta che vidi Parigi (1954) di Richard Brooks, e con quello della madre alla disperata ricerca del figlioletto rapito in Il ricatto più vile (1956) di Alex Segal.
Nella sua carriera ottenne anche quattro nomination agli Emmy Awards e vinse un Golden Globe grazie allo spettacolo televisivo The Donna Reed Show, che andò in onda dal 1958 al 1966 con uno strepitoso successo di pubblico. Dopo il declino della carriera di attrice avvenuto verso la fine degli anni sessanta, Reed si dedicò alla fotografia, ai viaggi e alla beneficenza, tornando solo occasionalmente sul set. Tra il 1984 e il 1985 sostituì Barbara Bel Geddes, ammalatasi, nel celebre serial Dallas, nel ruolo di Miss Ellie Ewing. Al rientro di Bel Geddes, Donna Reed venne licenziata e fece causa alla compagnia di produzione della serie, ricevendo un risarcimento di un milione di dollari.

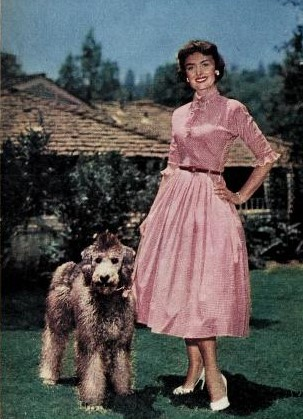
Reed nel 1954

Morì all'età di 64 anni a causa di un tumore del pancreas che le era stato diagnosticato solo tre mesi prima. Fu sepolta al Westwood Village Memorial Park Cemetery, in California.

## Vita privata

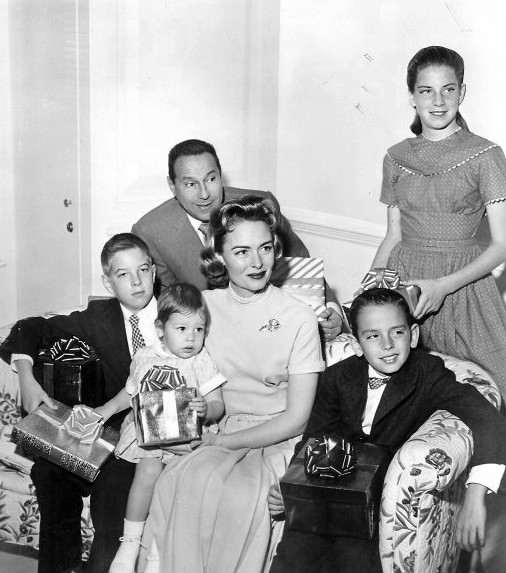
Col marito Tony Owen e i quattro figli nel 1959

Dal 1943 al 1945, Reed fu sposata al truccatore William Tuttle dal quale divorziò nel 1945 per poi sposare il produttore Tony Owen. La coppia ebbe quattro figli: Penny Jane, Anthony, Timothy e Mary Anne. I due figli maggiori erano adottati. Reed e Owen divorziarono nel 1971, dopo 26 anni di matrimonio.
Tre anni dopo, Reed sposò Grover W. Asmus (1926–2003), un colonnello in pensione dell'Esercito degli Stati Uniti. Essi rimasero uniti fino al decesso di lei, avvenuto nel 1986.

## Filmografia

### Cinema
- The Get-Away, regia di Edward Buzzell (1941)
- L'ombra dell'uomo ombra (Shadow of the Thin Man), regia di W. S. Van Dyke (1941)
- I ragazzi di Broadway (Babes on Broadway), regia di Busby Berkeley (1941) (non accreditata)
- Personalities (1942) - cortometraggio (non accreditata)
- The Bugle Sounds, regia di Sylvan Simon (1942)
- Il corteggiamento di Andy Hardy (The Courtship of Andy Hardy), regia di George B. Seitz (1942)
- Mokey, regia di Wells Root (1942)
- Chiamata urgente per il dottor Gillespie (Calling Dr. Gillespie), regia di Harold S. Bucquet (1942)
- Apache Trail, regia di Richard Thorpe (1942)
- Occhi nella notte (Eyes in the Night), regia di Fred Zinnemann (1942)
- La commedia umana (The Human Comedy), regia di Clarence Brown (1943)
- Caso di coscienza per il dottor Gillespie (Dr. Gillespie's Criminale Case), regia di Willis Goldbeck (1943)
- Joko l'australiano (The Man from Down Under), regia di Robert Z. Leonard (1943)
- La parata delle stelle (Thousands Cheer), regia di George Sidney (1943)
- See Here, Private Hargrove, regia di Wesley Ruggles (1944)
- Gentle Annie, regia di Andrew Marton (1944)
- Il ritratto di Dorian Gray (The Picture of Dorian Gray), regia di Albert Lewin (1945)
- I sacrificati (They Were Expendable), regia di John Ford (1945)
- Faithful in My Fashion, regia di Sidney Salkow (1946)
- La vita è meravigliosa (It's a Wonderful Life), regia di Frank Capra (1946)
- Il delfino verde (Green Dolphin Street), regia di Victor Saville (1947)
- Codice d'onore (Beyond Glory), regia di John Farrow (1948)
- Ultimatum a Chicago (Chicago Deadline), regia di Lewis Allen (1949)
- Saturday's Hero, regia di David Miller (1951)
- Ultime della notte (Scandal Sheet), regia di Phil Karlson (1952)
- Il nodo del carnefice (Hangman's Knot), regia di Roy Huggins (1952)
- L'irresistibile Mr. John (Trouble Along the Way), regia di Michael Curtiz (1953)
- I pirati dei sette mari (Raiders of the Seven Seas), regia di Sidney Salkow (1953)
- Da qui all'eternità (From Here to Eternity), regia di Fred Zinnemann (1953)
- Occhio alla palla (The Caddy), regia di Norman Taurog (1953)
- Il suo onore gridava vendetta (Gun Fury), regia di Raoul Walsh (1953)
- Cavalcata ad ovest (They Rode West), regia di Phil Karlson (1954)
- 3 ore per uccidere (Three Hours to Kill), regia di Alfred L. Werker (1954)
- L'ultima volta che vidi Parigi (The Last Time I Saw Paris), regia di Richard Brooks (1954)
- I due capitani (The Far Horizons), regia di Rudolph Maté (1955)
- Il ricatto più vile (Ransom!), regia di Alex Segal (1956)
- Il re del jazz (The Benny Goodman Story), regia di Valentine Davies (1956)
- La frustata (Backlash), regia di John Sturges (1956)
- Oltre Mombasa (Beyond Mombasa), regia di George Marshall (1956)
- Tutta la verità (The Whole Truth), regia di John Guillermin (1958)
- Pepe, regia di George Sidney (1960) - cameo

### Televisione
- The Ford Television Theatre – serie TV, 1 episodio (1954)
- Tales of Hans Anderson – serie TV, 1 episodio (1955)
- General Electric Theater – serie TV, episodio 5x23 (1957)
- Suspicion – serie TV, 1 episodio (1957)
- The Donna Reed Show – serie TV, 275 episodi (1958-1966)
- The Best Place to Be, regia di David Miller (1979) - film TV
- Deadly Lessons, regia di William Wiard (1983) - film TV
- Love Boat (The Love Boat) – serie TV, 2 episodi (1984)
- Dallas – serie TV, 24 episodi (1984-1985)

## Riconoscimenti
- Premio Oscar

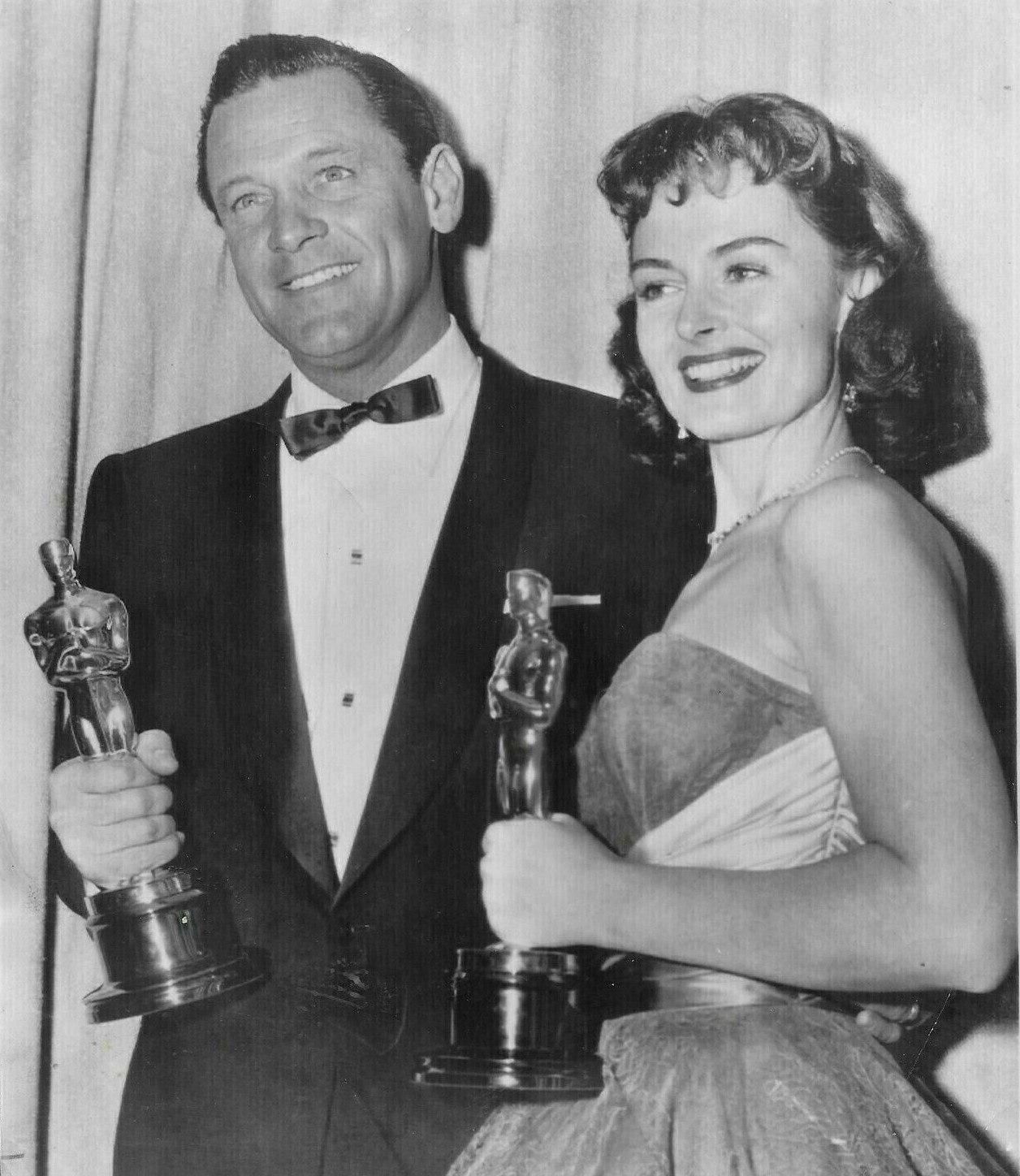
Con William Holden e i premi Oscar 1954

  - 1954 – Migliore attrice non protagonista per Da qui all'eternità

## Doppiatrici italiane
- Renata Marini in Joko l'australiano, L'irresistibile Mr. John, Il suo onore gridava vendetta, Cavalcata ad ovest, 3 ore per uccidere
- Dhia Cristiani in Da qui all'eternità, Occhio alla palla, I due capitani, Il re del jazz, La frustata
- Lydia Simoneschi in La vita è meravigliosa, Codice d'onore, Ultimatum a Chicago
- Micaela Giustiniani in L'ultima volta che vidi Parigi, Il ricatto più vile, Dallas
- Rosetta Calavetta in I pirati dei sette mari, Oltre Mombasa, Tutta la verità
- Paola Veneroni in Il ritratto di Dorian Gray
- Miranda Bonansea in Il delfino verde